# Turniej mężczyzn w piłce ręcznej plażowej na Plażowych Igrzyskach Azjatyckich 2012
Turniej w piłce plażowej mężczyzn podczas III Plażowych Igrzysk Azjatyckich w Haiyan odbył się w dniach od 16 do 22 czerwca 2012 roku. Do rywalizacji przystąpiło 14 drużyn, podzielonych na trzy grupy. W każdej z nich zmagania toczyły się systemem kołowym (tj. każdy z każdym, po jednym meczu). Złoto zdobyła reprezentacja Kataru.

## Faza pierwsza

### Grupa A
Tabela
| Poz. | Reprezentacja   | Pkt | Mecze | Mecze | Mecze | Sety  | Sety | Sety  | Małe punkty | Małe punkty | Małe punkty |
| Poz. | Reprezentacja   | Pkt | M     | Z     | P     | zdob. | str. | ratio | zdob.       | str.        | ratio       |
| ---- | --------------- | --- | ----- | ----- | ----- | ----- | ---- | ----- | ----------- | ----------- | ----------- |
| 1    | Oman (OMA)      | 6   | 3     | 3     | 0     | 6     | 0    | +6    | 117         | 94          | +23         |
| 2    | Chiny (CHN)     | 4   | 3     | 2     | 1     | 4     | 4    | 0     | 99          | 99          | 0           |
| 3    | Japonia (JPN)   | 2   | 3     | 1     | 2     | 3     | 5    | -2    | 122         | 140         | -18         |
| 4    | Tajlandia (THA) | 0   | 3     | 0     | 3     | 2     | 6    | -4    | 110         | 115         | -5          |

Legenda: Poz. – pozycja, Pkt – liczba punktów, M – liczba meczów, Z – mecze wygrane, P – mecze przegrane, zdob. – punkty zdobyte, str. – punkty stracone
Mecze
16 czerwca 2012
| Chiny | 0:2 (14-15, 10-13) | Oman |

17 czerwca 2012
| Japonia | 1:2 (14-16, 18-15, 4-5) | Chiny   |
| Oman    | 2:0 (32-18, 25-24)      | Japonia |

18 czerwca 2012
| Tajlandia | 0:2 (15-17, 13-15)      | Oman      |
| Japonia   | 2:1 (17-22, 18-17, 9-8) | Tajlandia |

19 czerwca 2012
| Tajlandia | 1:2 (16-18, 13-12, 6-9) | Chiny |

### Grupa B
Tabela
| Poz. | Reprezentacja   | Pkt | Mecze | Mecze | Mecze | Sety  | Sety | Sety  | Małe punkty | Małe punkty | Małe punkty |
| Poz. | Reprezentacja   | Pkt | M     | Z     | P     | zdob. | str. | ratio | zdob.       | str.        | ratio       |
| ---- | --------------- | --- | ----- | ----- | ----- | ----- | ---- | ----- | ----------- | ----------- | ----------- |
| 1    | Katar (QAT)     | 8   | 4     | 4     | 0     | 8     | 0    | +8    | 165         | 71          | +94         |
| 2    | Pakistan (PAK)  | 6   | 4     | 3     | 1     | 6     | 2    | +4    | 165         | 106         | +59         |
| 3    | Wietnam (VIE)   | 4   | 4     | 2     | 2     | 4     | 5    | -1    | 104         | 138         | -34         |
| 4    | Hongkong (HKG)  | 2   | 4     | 1     | 3     | 2     | 6    | -4    | 80          | 114         | -34         |
| 5    | Sri Lanka (SRI) | 0   | 4     | 0     | 4     | 1     | 8    | -7    | 99          | 184         | -85         |

Legenda: Poz. – pozycja, Pkt – liczba punktów, M – liczba meczów, Z – mecze wygrane, P – mecze przegrane, zdob. – punkty zdobyte, str. – punkty stracone
Mecze
16 czerwca 2012
| Sri Lanka | 0:2 (10-29, 12-26) | Pakistan |
| Katar     | 2:0 (18-10, 23-3)  | Wietnam  |

17 czerwca 2012
| Katar    | 2:0 (30-11, 21-8) | Sri Lanka |
| Wietnam  | 2:0 (8-6, 12-9)   | Hongkong  |
| Pakistan | 2:0 (22-8, 21-18) | Wietnam   |
| Hongkong | 0:2 (7-22, 4-14)  | Katar     |

18 czerwca 2012
| Sri Lanka | 1:2 (17-21, 16-15, 6-9) | Wietnam  |
| Hongkong  | 0:2 (10-19, 11-20)      | Pakistan |

19 czerwca 2012
| Pakistan  | 0:2 (15-19, 13-18) | Katar    |
| Sri Lanka | 0:2 (7-19, 12-14)  | Hongkong |

### Grupa C
Tabela
| Poz. | Reprezentacja                         | Pkt | Mecze | Mecze | Mecze | Sety  | Sety | Sety  | Małe punkty | Małe punkty | Małe punkty |
| Poz. | Reprezentacja                         | Pkt | M     | Z     | P     | zdob. | str. | ratio | zdob.       | str.        | ratio       |
| ---- | ------------------------------------- | --- | ----- | ----- | ----- | ----- | ---- | ----- | ----------- | ----------- | ----------- |
| 1    | Niezależni Sportowcy Olimpijscy (IOA) | 8   | 4     | 4     | 0     | 8     | 1    | +7    | 157         | 100         | +57         |
| 2    | Bahrajn (BRN)                         | 6   | 4     | 3     | 1     | 7     | 2    | +5    | 159         | 95          | +64         |
| 3    | Indie (IND)                           | 4   | 4     | 2     | 2     | 4     | 4    | 0     | 120         | 143         | -23         |
| 4    | Afganistan (AFG)                      | 2   | 4     | 1     | 3     | 2     | 6    | -4    | 150         | 122         | -17         |
| 5    | Mongolia (MGL)                        | 0   | 4     | 0     | 4     | 0     | 8    | -8    | 67          | 148         | -81         |

Legenda: Poz. – pozycja, Pkt – liczba punktów, M – liczba meczów, Z – mecze wygrane, P – mecze przegrane, zdob. – punkty zdobyte, str. – punkty stracone
Mecze
16 czerwca 2012
| Bahrajn | 2:0 (21-5, 24-7)   | Mongolia                        |
| Indie   | 0:2 (10-21, 18-23) | Niezależni Sportowcy Olimpijscy |

17 czerwca 2012
| Afganistan                      | 0:2 (13-18, 12-16) | Bahrajn    |
| Niezależni Sportowcy Olimpijscy | 2:0 (16-4, 23-9)   | Mongolia   |
| Bahrajn                         | 2:0 (27-10, 21-10) | Indie      |
| Mongolia                        | 0:2 (8-10, 12-14)  | Afganistan |

18 czerwca 2012
| Afganistan                      | 0:2 (10-16, 17-20)      | Niezależni Sportowcy Olimpijscy |
| Indie                           | 2:0 (19-12, 21-10)      | Mongolia                        |
| Indie                           | 2:0 (18-16, 14-13)      | Afganistan                      |
| Niezależni Sportowcy Olimpijscy | 2:1 (12-17, 20-11, 6-4) | Bahrajn                         |

## Faza druga

### Grupa D
Tabela
| Poz. | Reprezentacja                         | Pkt | Mecze | Mecze | Mecze | Sety  | Sety | Sety  | Małe punkty | Małe punkty | Małe punkty |
| Poz. | Reprezentacja                         | Pkt | M     | Z     | P     | zdob. | str. | ratio | zdob.       | str.        | ratio       |
| ---- | ------------------------------------- | --- | ----- | ----- | ----- | ----- | ---- | ----- | ----------- | ----------- | ----------- |
| 1    | Oman (OMA)                            | 4   | 2     | 2     | 0     | 4     | 1    | +3    | 80          | 72          | +8          |
| 2    | Pakistan (PAK)                        | 2   | 2     | 1     | 1     | 3     | 3    | 0     | 82          | 77          | +5          |
| 3    | Niezależni Sportowcy Olimpijscy (IOA) | 0   | 2     | 0     | 2     | 1     | 4    | -3    | 65          | 78          | -13         |

Legenda: Poz. – pozycja, Pkt – liczba punktów, M – liczba meczów, Z – mecze wygrane, P – mecze przegrane, zdob. – punkty zdobyte, str. – punkty stracone
Mecze
20 czerwca 2012
| Niezależni Sportowcy Olimpijscy | 0:2 (15-18, 16-19)       | Oman                            |
| Pakistan                        | 2:1 (20-12, 13-16, 8-6)  | Niezależni Sportowcy Olimpijscy |
| Oman                            | 2:1 (11-12, 22-21, 10-8) | Pakistan                        |

### Grupa E
Tabela
| Poz. | Reprezentacja | Pkt | Mecze | Mecze | Mecze | Sety  | Sety | Sety  | Małe punkty | Małe punkty | Małe punkty |
| Poz. | Reprezentacja | Pkt | M     | Z     | P     | zdob. | str. | ratio | zdob.       | str.        | ratio       |
| ---- | ------------- | --- | ----- | ----- | ----- | ----- | ---- | ----- | ----------- | ----------- | ----------- |
| 1    | Katar (QAT)   | 4   | 2     | 2     | 0     | 4     | 0    | +4    | 76          | 45          | +31         |
| 2    | Bahrajn (BHR) | 2   | 2     | 1     | 1     | 2     | 2    | 0     | 65          | 54          | +11         |
| 3    | Chiny (CHN)   | 0   | 2     | 0     | 2     | 0     | 4    | -4    | 44          | 86          | -42         |

Legenda: Poz. – pozycja, Pkt – liczba punktów, M – liczba meczów, Z – mecze wygrane, P – mecze przegrane, zdob. – punkty zdobyte, str. – punkty stracone
Mecze
20 czerwca 2012
| Bahrajn | 2:0 (20-11, 19-14) | Chiny   |
| Katar   | 2:0 (16-14, 13-12) | Bahrajn |
| Chiny   | 0:2 (4-26, 15-21)  | Katar   |

### Grupa F
Tabela
| Poz. | Reprezentacja  | Pkt | Mecze | Mecze | Mecze | Sety  | Sety | Sety  | Małe punkty | Małe punkty | Małe punkty |
| Poz. | Reprezentacja  | Pkt | M     | Z     | P     | zdob. | str. | ratio | zdob.       | str.        | ratio       |
| ---- | -------------- | --- | ----- | ----- | ----- | ----- | ---- | ----- | ----------- | ----------- | ----------- |
| 1    | Japonia (JPN)  | 4   | 2     | 2     | 0     | 4     | 1    | +3    | 98          | 61          | +37         |
| 2    | Indie (IND)    | 2   | 2     | 1     | 1     | 3     | 2    | +1    | 77          | 65          | +12         |
| 3    | Hongkong (HKG) | 0   | 2     | 0     | 2     | 0     | 4    | -4    | 31          | 80          | -49         |

Legenda: Poz. – pozycja, Pkt – liczba punktów, M – liczba meczów, Z – mecze wygrane, P – mecze przegrane, zdob. – punkty zdobyte, str. – punkty stracone
Mecze
20 czerwca 2012
| Indie    | 1:2 (20-23, 23-22, 2-5) | Japonia  |
| Hongkong | 0:2 (9-16, 6-16)        | Indie    |
| Japonia  | 2:0 (27-10, 21-6)       | Hongkong |

### Grupa G
Tabela
| Poz. | Reprezentacja    | Pkt | Mecze | Mecze | Mecze | Sety  | Sety | Sety  | Małe punkty | Małe punkty | Małe punkty |
| Poz. | Reprezentacja    | Pkt | M     | Z     | P     | zdob. | str. | ratio | zdob.       | str.        | ratio       |
| ---- | ---------------- | --- | ----- | ----- | ----- | ----- | ---- | ----- | ----------- | ----------- | ----------- |
| 1    | Tajlandia (THA)  | 4   | 2     | 2     | 0     | 4     | 0    | +4    | 82          | 62          | +20         |
| 2    | Afganistan (AFG) | 2   | 2     | 1     | 1     | 2     | 2    | 0     | 67          | 68          | -1          |
| 3    | Wietnam (VIE)    | 0   | 2     | 0     | 2     | 0     | 4    | -4    | 61          | 80          | -19         |

Legenda: Poz. – pozycja, Pkt – liczba punktów, M – liczba meczów, Z – mecze wygrane, P – mecze przegrane, zdob. – punkty zdobyte, str. – punkty stracone
Mecze
20 czerwca 2012
| Afganistan | 0:2 (15-19, 17-18) | Tajlandia  |
| Wietnam    | 0:2 (19-21, 12-14) | Afganistan |
| Tajlandia  | 2:0 (25-11, 20-19) | Wietnam    |

## Faza finałowa

### Mecz o miejsca 13-14
20 czerwca 2012
| Sri Lanka | 2:1 (14-17, 14-8, 7-6) | Mongolia |

### Mecz o miejsca 11-12
21 czerwca 2012
| Hongkong | 2:0 (18-14, 10-6) | Wietnam |

### Mecze o miejsca 7-10
21 czerwca 2012
|  |               |               |               |               |               |    |         |                    |                    |                    |                    |                    |
|  | Faza pierwsza | Faza pierwsza | Faza pierwsza | Faza pierwsza | Faza pierwsza |    |         | Mecz o miejsca 7-8 | Mecz o miejsca 7-8 | Mecz o miejsca 7-8 | Mecz o miejsca 7-8 | Mecz o miejsca 7-8 |
|  | Faza pierwsza | Faza pierwsza | Faza pierwsza | Faza pierwsza | Faza pierwsza |    |         | Mecz o miejsca 7-8 | Mecz o miejsca 7-8 | Mecz o miejsca 7-8 | Mecz o miejsca 7-8 | Mecz o miejsca 7-8 |
|  |               |               |               |               |               |    |         |                    |                    |                    |                    |                    |
|  |               |               |               |               |               |    |         |                    |                    |                    |                    |                    |
|  | Japonia       | Japonia       | 21            | 16            |               |    |         |                    |                    |                    |                    |                    |
|  | Japonia       | Japonia       | 21            | 16            |               |    |         |                    |                    |                    |                    |                    |
|  | Afganistan    | Afganistan    | 14            | 14            |               |    |         |                    |                    |                    |                    |                    |
|  | Afganistan    | Afganistan    | 14            | 14            |               |    | Japonia | Japonia            | 21                 | 20                 | 6                  |                    |
|  |               |               |               |               |               |    | Japonia | Japonia            | 21                 | 20                 | 6                  |                    |
|  |               |               | Tajlandia     | Tajlandia     | 23            | 12 | 4       |                    |                    |                    |                    |                    |
|  | Tajlandia     | Tajlandia     | Tajlandia     | Tajlandia     | 23            | 12 | 4       | 21                 | 20                 |                    |                    |                    |
|  | Tajlandia     | Tajlandia     |               |               |               |    |         |                    |                    |                    |                    |                    |
|  | Indie         | Indie         | 19            | 18            |               |    |         |                    |                    |                    |                    |                    |
|  | Indie         | Indie         | 19            | 18            |               |    |         |                    |                    |                    |                    |                    |
|  |               |               |               |               |               |    |         |                    |                    |                    |                    |                    |

### Mecz o miejsca 5-6
21 czerwca 2012
| Niezależni Sportowcy Olimpijscy | 2:1 (12-11, 12-13, 10-8) | Chiny |

### Półfinały
21 czerwca 2012
| Oman  | 1:2 (14-16, 22-16, 6-9) | Bahrajn  |
| Katar | 2:0 (20-13, 12-11)      | Pakistan |

### Mecz o brązowy medal
22 czerwca 2012
| Oman | 1:2 16-13, 9-12, 14-16) | Pakistan |

### Finał
22 czerwca 2012
| Bahrajn | 0:2 (12-14, 18-24) | Katar |

## Tabela końcowa
| Poz. | Reprezentacja                   |
| ---- | ------------------------------- |
|      | Katar                           |
|      | Bahrajn                         |
|      | Pakistan                        |
| 4    | Oman                            |
| 5    | Niezależni Sportowcy Olimpijscy |
| 6    | Chiny                           |